# Trékyllisvík
Trékyllisvík ist eine Bucht in den Westfjorden von Island.
Diese Bucht liegt nördlich des Reykjarfjörður an der Ostseite der Westfjorde in der Gemeinde Árneshreppur.
Früher wurde diese Gegend Víkursveit (Buchtgebiet) nach dieser Bucht genannt. Im Norden geht sie in den Norðurfjörður über.
Der Strandavegur  verläuft am Ufer und der Ófeigsfjarðarvegur  zweigt von diesem nach Westen ab.